# Pentito
A palavra italiana pentito (pronúncia italiana: [penˈtiːto];  "arrependido"; plural: pentiti) é usada coloquialmente para designar pessoas na Itália que fizeram parte de organizações criminosas ou de grupos terroristas e os quais, em seguida às suas prisões, decidiram "arrepender-se" e colaborar com as autoridades judiciárias para o avanço de investigações. A categoria judicial dos pentiti foi originalmente ciada em legislação aprovada pelo governo italiano na década de 1970 para combater a violência e o terrorismo durante os assim chamados Anos de Chumbo. Tecnicamente, o termo correto usado para designar os "pentiti" é "colaboradores da justiça" (em italiano:  collaboratori di giustizia). Durante o "maxijulgamento" em Palermo (1986–87), e após o testemunho de Tommaso Buscetta, o termo veio a ter uso difundido na Itália para todos os ex-membros da máfia siciliana que abandonaram sua organização e ajudaram as investigações.

## Papel e benefícios
Em troca das informações fornecidas, os pentiti recebem sentenças mais curtas pelos crimes cometidos - e em alguns casos até mesmo a liberdade. No sistema judicial italiano, os pentiti podem receber proteção pessoal, ingressar em programas de proteção testemunhas, um novo nome e até mesmo dinheiro para começar a vida em outro lugar, até mesmo no exterior.
A prática também ocorre em outros países, tal como nos Estados Unidos, onde quem testemunha contra os ex-associados pode entrar no programa de proteção à testemunha e receber nova identidade. Os mafiosos italianos Buscetta e Franceso Marino Mannoia receberam permissão para viver nos EUA sob nova identidade quando a Itália não dispunha de programa com esses benefícios.

## Exemplos
Entre os mais famosos pentiti está Tommaso Buscetta, o primeiro pentito de grande importância. Ele ajudou o juiz Giovanni Falcone a descrever a  Cupola, a liderança da Máfia Siciliana na década de 1980 e a identificar os principais canais de operação que a máfia utilizava em seus negócios.
Na Itália, sucessos relevantes foram alcançados com a cooperação dos pentiti na luta contra o terrorismo (especialmente contra as Brigadas Vermelhas), pelo general dos Carabinieri Carlo Alberto dalla Chiesa (que mais tarde foi morto pela Máfia).
No período até a década de 1990 houve poucos pentiti, tais como Tommaso Buscetta, Salvatore Contorno, Antonino Calderone, etc. Entretanto, isto mudou significativamente no início daquela década. Em 1992, mais de 1000 mafiosi concordaram em colaborar com a Justiça italiana.
Em alguns casos, certos pentiti inventaram histórias para obter reduções no tempo de cadeia. Um caso famoso é o do âncora de telejornall Enzo Tortora, falsamente acusado de tráfico de cocaína e de ser membro da Camorra por um pentito chamado Giovanni Melluso. Tortora ficou preso por anos antes de ser inocentado: ele desenvolveu câncer e morreu pouco depois de o caso ter sido resolvido - diz-se que isto aconteceu em função do estresse emocional causado pela prisão.

## Aceitação cultural
Em algumas comunidades do Mezzogiorno (Sul da Itália), a Máfia é uma presença importante e nestas áreas, tornar-se um pentito equivale a uma sentença de morte. Assim, a família mafiosa de Totò Riina, baseada na cidade de Corleone habitualmente estendia a sentença de execução aos parentes do pentito.

## Abuso do termo
Frequentemente aponta-se que o termo correto deveria ser collaboratori di giustizia, os  "colaboradores da justiça". A palavra pentito implica um julgamento moral considerado inadequado por parte do Poder Judiciário.

## Criticismo
Na Itália, os pentiti tornaram-se alvo de críticas em função dos benefícios recebidos e porque:
- teriam inventado histórias para receber benefícios;
- teriam inventado histórias para perseguir desafetos;
- seu emprego é visto como recompensa pelos criminosos, em vez de punição;
- eles seriam indignos de confiança, haja visto serem oriundos de uma organização criminosa.

As críticas vêm de certos políticos, especialmente os que estão sob suspeita de associação ou de conexões com a Máfia. Todavia, isto é interpretado por alguns como tentativa de se desacreditar os próprios acusadores, em vez de uma preocupação genuína de garantir os diretos civis dos cidadãos. Luciano Violante, político e ex-presidente da Comissão antimáfia italiana, contestou esse tipo de atitude: "não encontramos informações sobre a Máfia entre as freiras."